# Peppo Biscarini
Peppo Biscarini (Milano, 4 novembre 1960) è un nuotatore, apneista, attore ed evangelista italiano naturalizzato statunitense.
Si trasferì negli Stati Uniti all'età di 19 anni per allenarsi per le Olimpiadi del 1984 . Tornò in Italia nel 1999 per aprire la prima società di marketing per fondi Hedge. Ha rappresentato sia l'Italia che gli Stati Uniti in varie competizioni internazionali vincendo diversi titoli. Dopo essersi ritirato dalla sua carriera atletica, ha lavorato a lungo come allenatore e imprenditore. Più tardi nella vita ha risposto ad una chiamata superiore e ha diretto la sua vita verso l'evangelizzazione .

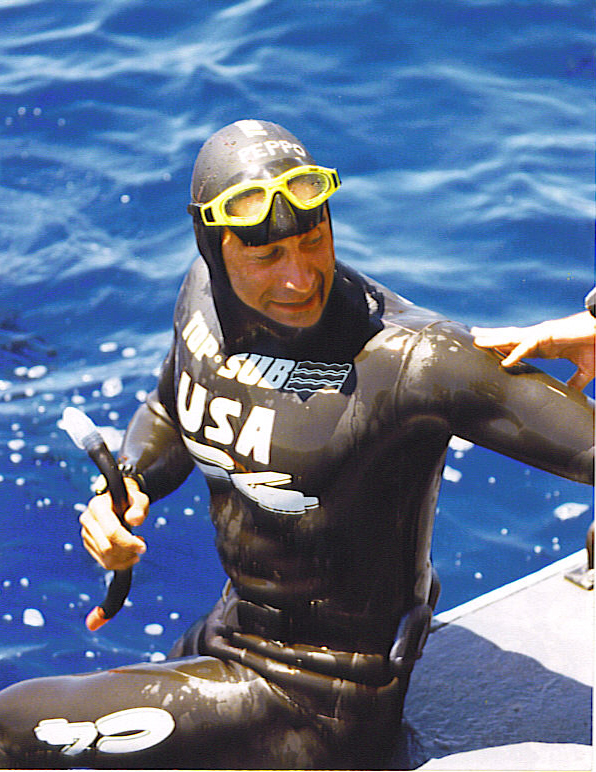
Coppa del Mondo di apnea 1998

## Primi anni di vita
Peppo Biscarini è un italo-americano nato a Milano il 4 novembre 1960 da Sergio Biscarini, un cantante d'opera, e Clotilde Griffi, un'ostetrica. Si trasferì negli Stati Uniti nel 1979 per allenarsi nel nuoto per le Olimpiadi del 1984, oltre che per studiare. Nel 1987 si è sposato con Jane a Santa Barbara, in California. La coppia ha avuto due figli: Marco è nato nel 1992, mentre Isabella nel 1997.

## Carriera sportiva nel nuoto e apnea
- Ha iniziato la sua carriera nel nuoto all'età di 6 anni e ha partecipato ai nazionali di categoria a 11 anni.
- Nel maggio 1976, quando aveva solo 15 anni, Peppo vinse il campionato mondiale in maratona di nuoto pinnato (24 ore), stabilendo un nuovo record mondiale di 83,7 km battendo il precedente record mondiale di 70.3 km.[2]
- Nel luglio 1977 ha vinto il titolo nazionale italiano di nuoto in acque libere (11,5 km -Bacoli, NA) 2:14.10.
- Nel maggio del 1978 vinse di nuovo il campionato del mondo 24 ore di 77.7 km.
- 1978 Campione nazionale italiano di nuoto in acque libere e rappresentante per l'Italia ai Campionati mondiali di nuoto in acque libere Capri-Napoli (1979).
- Nel 1978, è stato membro della squadra nazionale italiana al campionato europeo di nuoto pinnato.
- 1980, introduce per la prima volta negli Stati Uniti la monopinna e lo snorkel montato frontalmente iniziando un rapporto di lavoro con l'allenatore Thornton al UC Berkeley.[3]
- È accreditato come la persona che ha introdotto lo sport del nuoto pinnato - la monopinna e i boccagli montati frontalmente - fino ad allora sconosciuto, in Nord America.[4]
- 1986-1989, ha vinto cinque titoli nazionali (USA) nel nuoto pinnato (100 e 200 mt).
- 1987, nominato direttore tecnico nazionale USA per lo sport del nuoto pinnato dalla "Underwater Society of America" (società americana della subacquea), membro dell'USOC e organo di controllo per il nuoto pinnato negli Stati Uniti.[5]
- Fondatore di Hyperfin (1989), una società produttrice di pinne ad alta tecnologia,[6] ha lavorato come consulente tecnico con programmi di nuoto in università come Stanford, UC Berkeley, Texas A&M, University of Southern California.
- 1989 premiato "All-America" con 2 ori (100 e 200 mt) e 1 argento (50mt) ai World Corporate Games[7] a San Francisco.
- Consulente tecnico della divisione apnea Lockheed Martin per lo sviluppo di un sottomarino a propulsione umana.[8]
- 1992-1996, allena la squadra US Navy Seals per i Giochi mondiali militari del Consiglio militare sportivo (CISM) (medaglie d'oro nel 1996).
- Rappresentante e miglior atleta statunitense alla Coppa del Mondo di Apnea nel 1998 ( Sardegna- Italia) con record nazionali nelle categorie peso costante (51 mt), nuoto dinamico (125 mt) e apnea statica (5 min. 39 sec).[9][10]
- interlocutore alla Clinica mondiale per allenatori di nuoto, tenutasi a Chicago nel 1995. (Tecniche integrate di nuoto pinnato a beneficio del nuoto ad alto livello. Allenamento alla tolleranza del CO2 attraverso nuoto con boccagli frontali).[11]
- "Blue water hunter" scrive spesso per "Pesca Sub", una rivista di pesca subacquea italiana.[12]
- Record mondiale di pesca subacquea del 21º secolo con la cattura di un ombrina di 27.8 kg nel 1997.[13]
- Sponsor precedenti e attuali: Tarzasub, Technisub, Dacor, Mat-Mas, TYR, Topsub, C4.
- Istruttore di apnea AIDA e PADI

## Televisione

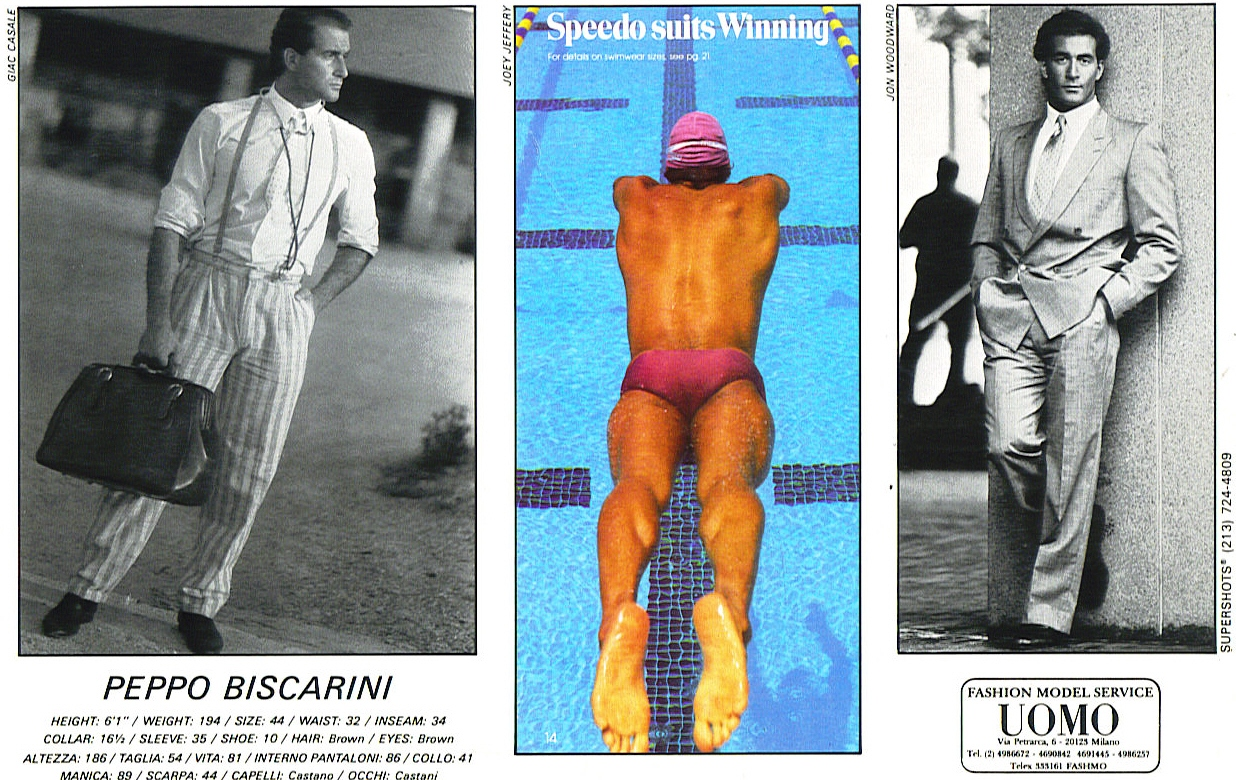
Composite di Peppo Biscarini

- La carriera di modello è iniziata a San Diego con "Artist Management"[14] e in Italia con "Fashion Model"[15]
- Tra il 1984 e il 1989 appare in numerosi spot televisivi nazionali come Honda, Ford, Coca-Cola, Hilton, Sprint, Anheuser-Busch, Unocal 76, La ruota della fortuna ; appare anche nella soap opera Capitol CBS, nel film Dolphin Whales and Us,[16] e in Italia nel film Italian Fast Food.[17]

## Evangelista / Life coach
- Dopo 15 anni di attività di successo come imprenditore e operatore di fondo speculativo con la prima e più grande azienda Internet in questo settore, è stato assunto dal "Campus Crusade for Christ".[1]
- Dal 2000 al 2004 ha proseguito gli studi teologici mentre viveva e prestava servizio per degli influencer a Palm Beach, in Florida .
- Ritornato in Italia[18] come direttore nazionale di GEM dal 2004 al 2011.[19]
- Predicato in diverse chiese e organizzazioni no profit.[20][21][22]
- Ha scritto un manuale per il cristianesimo di base: "Quale via, verità, vita?"[23]
- Nel 2012 ha istituito "ViaVeritas Inc" (visita il sito viaveritas.org) come uno strumento internazionale per l'evangelizzazione e uno strumento per gli scambi interculturali tra studenti.[24][25]
- Nel marzo 2014 ha creato una relazione di gemellaggio tra Chattanooga, Tennessee e Manfredonia, in Italia, con l'approvazione dei rispettivi sindaci e l'associazione Sister City .[26][27]
- Coinvolto attivamente negli scambi studenteschi/economici tra Chattanooga(Tennessee) e l'Italia
- Mantiene podcast settimanali in lingua italiana su tutte le piattaforme audio sotto il nome Equipaggiati[28] e videocast sul canale YouTube sotto il nome PeppoCast[29]